# Campeonato do Mundo de Hóquei em Patins Masculino de 1984
O Campeonato Europeu de 1984 foi a 26.ª edição do Campeonato do Mundo de Hóquei em Patins .

## Resultados
|      | Equipe         | Pts | J | V | E | D | GM | GS | DG  |
| ---- | -------------- | --- | - | - | - | - | -- | -- | --- |
| 1.º  | Argentina      | 18  | 9 | 9 | 0 | 0 | 33 | 14 | 19  |
| 2.º  | Itália         | 15  | 9 | 7 | 1 | 1 | 42 | 17 | 25  |
| 3.º  | Portugal       | 12  | 9 | 6 | 0 | 3 | 44 | 31 | 13  |
| 4.º  | Espanha        | 11  | 9 | 5 | 1 | 3 | 42 | 16 | 26  |
| 5.º  | Estados Unidos | 8   | 9 | 3 | 2 | 4 | 32 | 30 | 2   |
| 6.º  | Brasil         | 8   | 9 | 4 | 0 | 5 | 25 | 26 | -1  |
| 7.º  | Chile          | 6   | 9 | 2 | 2 | 5 | 33 | 48 | -15 |
| 8.º  | Holanda        | 4   | 9 | 1 | 2 | 6 | 15 | 27 | -12 |
| 9.º  | Alemanha       | 4   | 9 | 2 | 0 | 7 | 24 | 45 | -21 |
| 10.º | Suíça          | 4   | 9 | 1 | 2 | 6 | 21 | 57 | -36 |

|                | Suíça | Portugal | Chile | Brasil | Espanha | Estados Unidos | Argentina | Alemanha | Itália | Países Baixos |
| -------------- | ----- | -------- | ----- | ------ | ------- | -------------- | --------- | -------- | ------ | ------------- |
| Suíça          |       |          |       |        |         |                |           |          |        |               |
| Portugal       | 7-3   |          |       |        |         |                |           |          |        |               |
| Chile          | 3-3   | 4-10     |       |        |         |                |           |          |        |               |
| Brasil         | 9-2   | 3-4      | 5-4   |        |         |                |           |          |        |               |
| Espanha        | 8-2   | 3-0      | 2-5   | 8-1    |         |                |           |          |        |               |
| Estados Unidos | 9-3   | 4-7      | 5-5   | 1-2    | 3-2     |                |           |          |        |               |
| Argentina      | 7-2   | 4-3      | 3-2   | 3-0    | 3-2     | 3-2            |           |          |        |               |
| Alemanha       | 3-5   | 3-5      | 7-2   | 2-1    | 2-10    | 1-3            | 2-7       |          |        |               |
| Itália         | 10-0  | 5-4      | 4-2   | 2-1    | 0-0     | 5-3            | 1-2       | 6-2      |        |               |
| Holanda        | 1-1   | 2-4      | 3-4   | 0-3    | 0-7     | 2-2            | 0-1       | 6-2      | 1-3    |               |